# Kalasa
Kalasa (canarès ಕಳಸ) és una vila i temple al districte de Chickmagalur a Karnataka a 92 km al sud-oest de Chickmagalur a la riba del Riu Bhadra.

Temple de Kalaseshwara

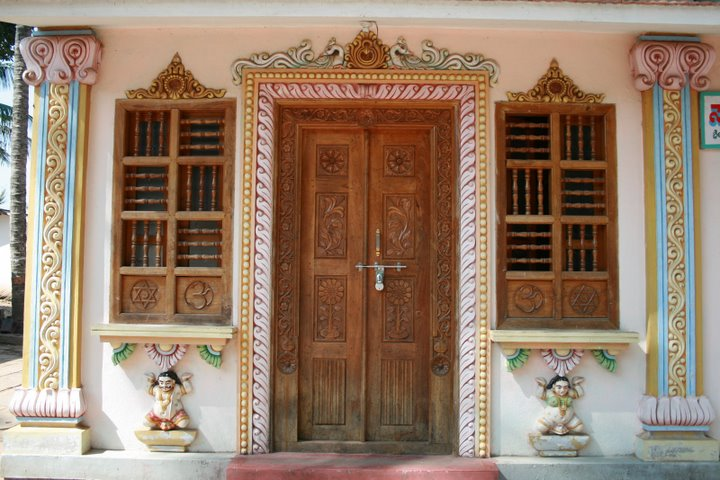
Temple de Kalaseshwara

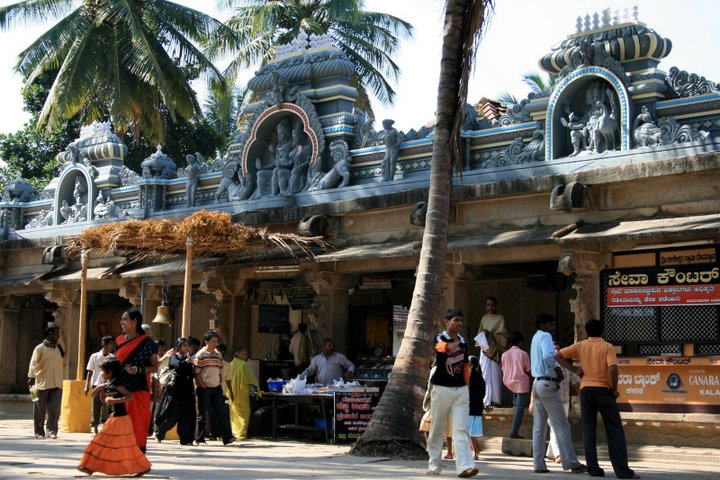
Temple principal

El temple de Kalaseshwara dedicat a Xiva amb algunes copes del segle xiii (donacions jainistes el que suggereix que originalment fou temple jainista) i diverses inscripcions d'entre el segle xv i XVI de la dinastia Bhairarasa Wodeyar de Karkala que va regnar sota autoritat de Vijayanagar, és el temple principal; també hi ha els temples de l'Hanuman, de Venkataramana, de Ranjal Mahalakshmi i de Vasishta Ashrama. També inclou cinc lloc amb aigua sagrada coneguts com els Pancha (cinc) Theerthas (Aigües sagrades) el principal dels quals és Ambatirtha, té una inscripció que fiu que fou construït per Madhvacharya (que fou fundador de la secta bramànica de Madhva i que va viure del 1238 al 1317.
El regne original santara de Pomburchcha es va estendre cap al regne de Kalasa i el de Karkala damunt i sota les Muntanyes dels Ghats; Kalasa fou anomenada "Regne de Tres Mil". Al segle xvii fou annexionat al territori de Keladi.